# Стилфонтейн
Стилфонтейн (Stilfontein с африк. — «тихая весна») — золотодобывающий город с населением около 18 тыс. человек. Находится между Клерксдорпом и Почефструмом в Северо-Западной провинции ЮАР.
Стилфонтейн был основан в 1949 году как центр трёх крупных золотых рудников в шахтах Hartbeesfontein, Buffelsfontein  и Stilfontein.
Стилфонтейн был разрушен повредившим здания в городе землетрясением 9 марта 2005 года, которое было вызвано неосмотрительной добычей полезных ископаемых. За землетрясением последовало закрытие шахт Hartbeesfontein и Buffelsfontein , так как добыча золота в Стилфонтейне была остановлена. Шахты Симмер и Джек получили рудники. 23 марта 2006 года при пожаре погибли 8 шахтеров под землей на шахте Buffelsfontein.

## Демография
По данным переписи 2011 года, население Стилфонтейна составляло 17 942 человека. Расовое распределение на 2011 год: 55,53 % европеоидов, 42,51 % негроидов, 1,46 % цветных, 0,3 % монголоидов и 0,2% представителей других рас. Плотность населения — 129.24 чел./км².

## Туристические достопримечательности
- Золотой Рудник Hartbeesfontein
- Ежегодный фестиваль роз